# Anopheles forattinii
Anopheles forattinii este o specie de țânțari din genul Anopheles, descrisă de Wilkerson și Sallum în anul 1999. Conform Catalogue of Life specia Anopheles forattinii nu are subspecii cunoscute.